# Augustine Girault-Lesourd
Pour les articles homonymes, voir Girault et Lesourd.
Augustine Girault-Lesourd, née le 16 octobre 1810 à Paris et morte le 9 juillet 1890 à Angers, est une artiste peintre, républicaine, femme de lettres et féministe française. Elle est partisane de l'éducation populaire et de la protection des animaux. Elle écrit des ouvrages sur l'Algérie et sur l'instruction des filles. 

## Biographie
Augustine Girault-Lesourd naît le 16 octobre 1810 à Paris dans l'ancien 11e arrondissement de Paris.
Elle reçoit une éducation bourgeoise car sa mère épouse Auguste Lesourd-Delisle qui légitime la jeune fille. Celui-ci provient d'une famille aisée impliquée dans le commerce de l'indienne à Angers. Il occupe un poste à la préfecture de police de Paris, puis devient conservateur du canal latéral de l'Oise à Compiègne. Augustine Lesourd  se consacre à l'étude de la peinture et devient élève au Muséum nationale d'histoire naturelle de Paris, où elle a l'occasion de suivre les cours prestigieux du renommé peintre de fleurs, Pierre-Joseph Redouté.
En 1838, son talent est reconnu et elle est honorée d'une médaille d'or au Salon des beaux-arts de Paris. Dans la même année, Augustine Lesourd se marie à Compiègne avec René Girault, qui vient de Saint-Georges-des-Sept-Voies, où il possède une propriété à Vendor. Ils entretiennent des liens avec leur voisin Grégoire Bordillon, qui est un leader républicain en Anjou, ainsi qu'avec Eugène Bonnemère, un fouérieriste qui possède également des propriétés dans la même commune.
Augustine Girault-Lesourd, sous le pseudonyme d'A. Gaël, publie plusieurs ouvrages abordant des sujets variés tels que l'Algérie, où elle a voyagé en 1858, la jeunesse et Elizabeth Blackwell, une pionnière de la médecine américaine. Elle rédige également des articles pour des journaux tels que La Coopération, L'Économiste ou La Science sociale, où elle soutient activement des causes telles que l'abolition de l'esclavage et les droits des femmes.
Elle s'investit activement dans des causes sociales et politiques, notamment en défendant l'accès des femmes aux études médicales et en militant pour l'éducation pour tous. En tant que féministe et républicaine, Augustine soutient l'éducation populaire ainsi que l'éducation des filles.
Pendant une période de cinq ans, le couple Girault-Lesourd exprime son engagement envers l'éducation en faisant don de 50 francs à l'administration scolaire pour récompenser les meilleurs élèves des écoles communales lors d'un concours cantonal. Ils mettent également à disposition des habitants de la région Saint-Georges-des-Sept-Voies, les ouvrages de leur bibliothèque privée, contribuant à la création d'une bibliothèque publique.
À la suite du décès de René Girault en 1882, Augustine Girault-Lesourd utilise une partie de sa fortune pour la fondation d'un orphelinat laïc pour jeunes filles à Angers, où elle réside au 22, rue Paul-Bert. Elle y meurt le 9 juillet 1890, à Angers.

## Œuvres picturales
Certaines des œuvres de Augustine Lesourd sont exposées au Musée des beaux-arts d'Angers.
- Portrait de Marie-Ursule Lesourd-Delisle assise à son rouet, dessin à la mine de plomb réalisé en 1837 (n° inv. MA 6 R 21)[2] ;
- Portrait de Monsieur Lesourd Delisle, dessin au fusain réalisé en 1839 (n° inv. MA 6 R 20)[2] ;
- Fuschia, vélin réalisé en 1918 (n° inv. AMD 71 8)[2] ;
- Fleur de lys, dessin à l'aquarelle réalisé en 1918 (n° inv. AMD 71 9)[2] ;
- Deux pêches, dessin à l'aquarelle réalisé en 1918 (n° inv. AMD 71 10)[2] ;
- Pivoine, dessin à l'aquarelle réalisé en 1918 (n° inv. AMD 71 11)[2] ;
- Tulipe, dessin à l'aquarelle réalisé en 1918 (n° inv. AMD 71 12)[2] ;
- Pivoines et soucis, dessin à l'aquarelle réalisé en 1918 (n° inv. MTC 4067)[2] ;
- Tulipes aux pétales rayées, dessin à l'aquarelle réalisé en 1918 (n° inv. MTC 4068)[2]

## Ouvrages
Ouvrages écrits par Augustine Girault-Lesourd sous le pseudonyme d'Anne Gaël :
- Augustine Girault (Anne Gaël), En Algérie, Paris, Librairie centrale des publications populaires, 1881, 191 p. (lire en ligne)[5],[2]
- Augustine Girault (Anne Gaël), La Femme médecin, sa raison d'être au point de vue du droit, de la morale et de l'humanité, Paris, Dentu, 1ier janvier 1868, 103 p. (ISBN 0461343827)[2],[6]
- Augustine Girault (Anne Gaël), Souvenirs d'Algérie. Quelques idées pratiques sur son défrichement, son assainissement, sa colonisation, Paris, Librairie de la vie morale, 1er janvier 1860, 42 p.[2],[7]